# Burnout (игра, 2007)
Burnout — видеоигра в жанре аркадных гонок на выживание, разработанная студией Rovio Entertainment и изданная компанией Electronic Arts для мобильных телефонов в августе 2007 года. Является первой игрой серии Burnout, выпущенной для мобильных устройств.
В Burnout представлены несколько различных режимов, автомобилей и трасс. Игровой процесс схож с предыдущими частями серии, но в мобильной игре отсутствуют гоночные состязания, и основной упор делается на задания с уничтожением машины соперника, машин трафика, выживания в течение определённого времени и другого.
Игра получила преимущественно положительные отзывы от прессы. Обозреватели отнесли к достоинствам весёлый, продуманный геймплей и высокую реиграбельность, однако критиковали отсутствие некоторых возможностей консольных игр серии и технические ограничения в графике и управлении.

## Игровой процесс

Игра в режиме уничтожения соперника на трассе «Eternal City»

Burnout представляет собой аркадную гоночную игру на выживание. В зависимости от версии, игра выполнена в двухмерной или в трёхмерной графике.
В игре представлен режим «World Tour», в котором необходимо проходить различные состязания. В отличие от других частей серии, в игре отсутствуют гоночные состязания с целью первым пересечь финишную черту. В представленном режиме есть три открывающихся локации — «Angel Valley», «Silver Lake» и «Eternal City», в каждой из которых содержатся несколько трасс с определёнными заданиями, такими как уничтожение машины соперника или трафика, сохранение лидерства на трассе или выживание в течение некоторого времени. В зависимости от результата зарабатывается золотая, серебряная или бронзовая медаль, а также до пяти звёзд. Постепенно в игре открываются новые автомобили. Если во время гонок врезаться в объекты или грузовые машины, то это приведёт к аварии. При сбивании мелких объектов, машин дорожного движения и соперника игрок получает некоторый запас нитро. На трассе могут находиться трамплины и бонусы, дающие дополнительное ускорение или починку машины. Как и в Burnout Revenge, в игре присуждаются титулы, в зависимости от количества звёзд. В меню игры можно посмотреть рекорды заездов.

## Оценки и мнения
Игра была положительно оценена прессой. Стюарт Дредж из сайта Pocket Gamer дал Burnout 8 баллов из 10.